# Stefan Crepon
Pour les articles homonymes, voir Crépon.
Stefan Crepon est un acteur français né le 21 juillet 1996.

## Biographie
Né en 1996, il fait ses débuts en 2010 dans deux épisodes de la série télévisée Famille d'accueil. Il suit ensuite le cursus du Conservatoire national supérieur d'art dramatique de 2017 à 2020. 
Il est repéré par Cédric Kahn, qui le fait jouer dans son film La Prière, face à Anthony Bajon, puis le rappellera pour Making of, et lui donnera la réplique dans Drone de Simon Bouisson.
Il poursuit une carrière à la télévision dans les séries plébiscitées à l'international Le Bureau des légendes sur Canal+, et Lupin sur Netflix. 
En 2020, il vit dans un appartement parisien en colocation avec son confrère Benjamin Voisin.
Au cinéma, il apparaît dans Les Promesses de Thomas Kruithof face à Isabelle Huppert, puis obtient un second rôle marquant et muet dans Peter von Kant de François Ozon, face à Denis Ménochet et Isabelle Adjani.
En 2022, il fait partie du jury courts métrages et jeunes espoirs du cinéma français au Festival Jean-Carmet.  
En 2023, il est nommé au César du meilleur espoir masculin. 
Il tourne ensuite le premier long-métrage Drone de Simon Bouisson avec Marion Barbeau, et Jouer avec le feu de Delphine et Muriel Coulin, face à Vincent Lindon.

## Filmographie

### Cinéma

#### Longs métrages
- 2018 : La Prière de Cédric Kahn : un garçon compagnon
- 2020 : Le Sel des larmes de Philippe Garrel : Victor
- 2021 : Les Promesses de Thomas Kruithof : Guillaume Mars
- 2022 : Peter von Kant de François Ozon : Karl
- 2023 : Making of de Cédric Kahn : Joseph
- 2024 : Drone de Simon Bouisson : Olivier
- 2024 : Jouer avec le feu de Delphine et Muriel Coulin : Louis
- 2025 : Rapaces de Peter Dourountzis : Aubin

#### Courts métrages
- 2017 : L'Eaux dans les yeux de Jeanne Sigwalt : Eliott
- 2019 : L'Heure bleue de Kahina Le Querrec :
- 2019 : Horrible chanson de Pierre-Jean Delvolvé :
- 2021 : Homme sage de Juliette Denis : Julien
- 2021 : Apatrides de Bastien Solignac : Etienne
- 2022 : Premier Mercredi du mois de Mélodie Adda et Adrien Rozé : Sacha
- 2024 : Le Délit de l'épine de Rémi Giordano : Henri III
- 2025 : Je veux danser de Lomane de Dietrich

### Télévision
- 2010 : Famille d'accueil (série télévisée), saison 4, épisodes 3 et 4 Enlèvement de Bertrand Arthuys : Jordan
- 2018-2020 : Le Bureau des légendes (série télévisée), saison 4 et saison 5 : César Morin / Pacemaker
- 2021 : Basse Saison (téléfilm) de Laurent Herbiet : Victor
- 2021-2023 : Lupin (série télévisée) : Philippe Courbet
- 2025 : Andor : Thela (saison 2)

## Distinctions
- 48e cérémonie des César 2023 : nomination au César du meilleur espoir masculin pour Peter von Kant
- 28e cérémonie des Lumières 2023 : nomination au Lumière de la révélation masculine pour Peter von Kant